# زكرياء أبوخلال
زكريا أبوخلال (مواليد 18 فبراير 2000، بروتردام)، هو لاعب كرة قدم مغربي يلعب مهاجمًا لنادي تولوز الفرنسي والمنتخب المغربي.

## مسيرته الكروية

### المولد والشباب (2000-2017)
ولد زكريا أبوخلال في 18 فبراير 2000 في روتردام بهولندا لأب ليبي وأم مغربية. والدته لمياء البكراوي بطلة مغربية سابقة في ألعاب القوى مثلت بلدها دوليا. في السابعة عشرة من عمرها مع فرصة المنافسة في الألعاب الأولمبية الصيفية في سيدني، أنهت مسيرتها بالزواج من طارق أبو خلال، الذي يعيش ويعمل في المغرب قبل أن يهاجرا معًا إلى هولندا.
ينحدر زكريا أبوخلال من عائلة مكونة من أربعة أطفال (زكرياء، زياد، دنيا، نور). عندما كان في الثالثة من عمره، انتقل مع عائلته إلى الدار البيضاء "لأسباب دينية ومن أجل تعلم اللغة"، كما قال في مقابلة مع اللاعب الهولندي أندي فان در مايده. ·  كان يريد أن يلعب كرة القدم في المغرب، لكن والده فضل تسجيله في روضة الأطفال حيث تعلم اللغة العربية من سن الثالثة حتى سن السابعة. عاد إلى هولندا في عام 2007، وانتقل إلى مدينة خوريكوم وتم تسجيله من قبل والده في نادي للهواة المحلي "يونيتاس"، قبل الانضمام إلى نادي آر كي سي فالفيك. مكث هناك لبضعة أشهر قبل إفلاس النادي. ثم أسس والده نادي للهواة (GVV Raptim) وهو ناد لعب فيه زكريا لمدة عام.
في عام 2009، انضم إلى مركز تدريب نادي فيلم 2 تيلبورغ في سن التاسعة وتطور في النادي لمدة ثماني سنوات إلى جانب فرينكي دي يونغ، قبل أن يتم رصده من قبل كشافة بي إس في آيندهوفن وأياكس أمستردام.

### مسيرته مع الأندية

#### التكوين في بي إس في آيندهوفن (2017-2019)
في 1 يوليو 2017، تعاقد لمدة أربعة مواسم مع بي إس في آيندهوفن. قدم مستوى مميزا في الفئات السنية لآيندهوفن، وتلقى عرضًا من توتنهام هوتسبير، لكنه قرّر مع عائلته رفض العرض ومواصلة زخمه في هولندا. خلال موسم 2017-2018، لعب موسمًا كاملاً مع فريق تحت 19 عامًا بقيادة مارك فان بوميل وعادل رمزي.
في 17 أغسطس 2018، ظهر لأول مرة في الدوري الهولندي للدرجة الثانية تحت رقم 7 من قبل دينيس هار مع الفريق الثاني لآيندهوفن في ضد إف سي آيندهوفن (انتهت بالفوز 2-1)، وهي مباراة قدم فيها تمريرة حاسمة في هدف التعادل 1-1 الذي سجله ماتياس فريث. في 3 ديسمبر 2018، سجل هدفه الاحترافي الأول ضد غو أهد إيغلز، بفضل تمريرة من جوردان تيزيه، قبل أن يقدم تمريرة حاسمة لرامون رامون باسكال لوندكفيست (انتهت بالفوز 5-1). في 3 يناير 2019، كافأه المدرب مارك فان بوميل بدعوته إلى معسكرات تدريبية في الدوحة بقطر لإثبات نفسه مع الفريق الأول. كما تم استدعاء يوربي فيرتسن ومحمد إحتاراين. في 4 فبراير 2019، قدم تمريرة حاسمة لجاستين لونويجك قبل أن يسجل هدفه الثاني ذلك الموسم ضد توب أوس (انتهت بالفوز 3-1). بعد أربعة أيام، في 8 فبراير، سجل هدفه الثالث ذلك الموسم من ركلة جزاء ضد إف سي أيندهوفن (انتهت بالفوز 2-1). في 22 فبراير، سجل هدفا آخر ضد رودا كيركراده بفضل تمريرة من محمد إحتاراين (انتهت بالتعادل 2-2). في 29 مارس 2019، سجل الهدف الأول في المباراة ضد آر كي سي فالفيك بفضل تمريرة من يويل بيرو (انتهت بالفوز 2-1). في 12 أبريل 2019، سجل هدفًا رائعًا من تسديدة بعيدة أمام نادي فولندام (انتهت بالفوز 3-0). في 22 أبريل 2019، افتتح التسجيل ضد سبارتا روتردام (الفوز 2-0). في 12 مايو 2019، ظهر لأول مرة مع الفريق الأول لآيندهوفن في الجولة 34 من البطولة. دخل في الدقيقة 80 بدلا من كودي جاكبو في مباراة الدوري ضد إي زد ألكمار (انتهت بالهزيمة 0-1). في أول موسم احترافي له، لعب 25 مباراة مع الفريق الثاني لآيندهوفن في وسجل تسعة أهداف، كما لعب أول مباراة له في الدوري الهولندي الممتاز.
في يوليو 2019، خلال المباريات التمهيدية للموسم الجديد، تولى مارك فان بوميل مسؤولية زكرياء أبوخلال مع فريق إيندهوفن الأول في معسكر تحضيري أقيم في بانيز في سويسرا. شارك في العديد من المباريات الودية، بما في ذلك الدخول ضد نادي سيون (انتهت بالتعادل 0-0) ومباراة أخرى ضد أريس سالونيكا اليوناني (انتهت بالفوز 3-0). في 18 أغسطس 2019، في اليوم الثالث من البطولة، دخل المباراة في الدقائق الإضافية ضد هيراكليس ألميلو، عوضًا عن دونيايل مالين (انتهت بالفوز 2-0).

#### إي زد ألكمار (2019-2022)
في 27 أغسطس 2019، وقع عقدًا لمدة أربع سنوات مع إي زد ألكمار، مع المدرب أرني سلوت وحمل الرقم 17. وكشف أنه رفض عرضًا من نادي إيفرتون، مفضلاً النجاح أولاً في هولندا قبل الانتقال للخارج.
في 1 سبتمبر 2019، لعب أول لقاء له مع ألكمار ضد هيراكليس ألميلو، عندما دخل في الدقيقة 57 مكان أسامة إدريسي (انتهت بالهزيمة 1-2). بسبب قلة مشاركته، طلب تنزيله إلى الفريق الثاني الذي يلعب في الدرجة الثانية، وحصل مباشرة على الرسمية في 16 سبتمبر 2019 ضد ناك بريدا، مرتديًا رقم 7 ومُشاركا مع لاعبين مثل يوكيناري سوغاوارا ومحمد التعبوني وكينزو غودميجن (انتهت بالهزيمة 1-2). في 25 أكتوبر 2019، سجّل هدفه الأول مع الفريق الثاني لألكمار ضد نادي فولندام بفضل تمريرة من فيردي درويف (انتهت بالهزيمة 2-3). في 25 نوفمبر 2019، سجّل هدفين في مرمى دي غرافشاب (انتهت بالفوز 2-1). يواصل بعد أسبوعين، في 9 ديسمبر 2019 بتسجل رباعية ضد هيلموند سبورت (انتهت بالفوز 4-1). بسبب جائحة فيروس كورونا، انتهى الموسم في المنتصف. أنهى موسم 2019-2020 في المركز الثاني خلف أياكس أمستردام.
في 21 سبتمبر 2020، في اليوم الرابع من دوري الدرجة الثانية الهولندي، لعب مباراته الأخيرة مع الفريق الثاني لألكمار ضد دي غرافشاب، وتمكّن من تسجيل هدفين (انتهت بالفوز 7-3). في 4 أكتوبر 2020، بعد رحيل أسامة إدريسي، شارك لأول مرة رسميا في ألكمار ضد سبارتا روتردام في الدوري الهولندي. سجل هدفين وحل محله هوبي فيرهولست في الدقيقة 87 (انتهت بالتعادل 4-4). في 3 ديسمبر 2020، شارك لأول مرة رسميا في الدوري الأوروبي للمرة الأولى في مباراة ضد نادي نابولي. خلال هذه المباراة، كشف اللاعب عن نفسه من خلال تقديم أداء رائع، حيث اصطاد ركلة جزاء في الشوط الأول أضاعها زميله تيون كووبميينيرز (انتهت بالتعادل 1-1). لعب آخر مباراة له ذلك الموسم في 13 مايو، حيث أقيمت ضد نادي غرونينغن (انتهت بالتعادل 0-0). واختتم موسم 2020-21 بلعب 30 مباراة، منها 24 في الدوري الهولندي وخمسة في الدوري الأوروبي ومباراة واحدة في كأس هولندا. أنهى ألكمار الموسم في المركز الثالث في ترتيب الدوري الهولندي، خلف أياكس أمستردام وآيندهوفن.
خلال فترة ما قبل الموسم 2021-2020، قدم مباريات رائعة وسجل هدفًا ضد نادي أدو دين هاغ (انتهت بالفوز 3-0)، وضد رويال أندرلخت (انتهت بالتعادل 1-1) وضد ريال سوسيداد (انتهت بالفوز 1-0). في 14 أغسطس 2021، لعب أول مباراة له في موسم 2021-22 في الدوري، بدءًا من آر كي سي فالفيك (انتهت بالهزيمة 0-1). في 26 أغسطس 2021، سجل هدفه الأول ذلك الموسم في الدوري الأوروبي ضد نادي سلتيك (انتهت بالفوز 2-1). في 26 سبتمبر 2021، سجل هدفه الأول في الدوري ذلك الموسم ضد غو أهد إيغلز في الدقيقة 86 بتمريرة من يوكيناري سوغاوارا (انتهت بالفوز 5-0). في 20 نوفمبر 2021، دخل في الدقيقة 83 بدلاً من فانجيليس بافليديس وسجل هدف التعادل ضد إن إي سي نيميخن (انتهت بالتعادل 1-1). في نهاية المباراة، تم اختياره رجل المباراة. في 12 ديسمبر 2021، دخل المباراة على ملعب يوهان كرويف أرينا ضد أياكس أمستردام وسجل هدف الفوز في الدقيقة 83 (انتهت بالفوز 2-1).
في 5 فبراير 2022، بعد المباراة ضد أيندهوفن التي لعب فيها 23 دقيقة (انتهت بالفوز 2-1)، تم تصويره في قميص كتب عليه تكريما للطفل ريان، الذي توفي في حادثةُ سقوطٍ في بئر بالمغرب. وقد انتشرت الصورة على الشبكات الاجتماعية. في 9 فبراير 2022، شارك في كأس هولندا ضد آر كي سي فالفيك وسجل الهدف الرابع في الدقيقة 71 بتمريرة من يوردي كلاسي (انتهت بالفوز 4-0). في 10 مارس 2022، خلال مباراة في دوري المؤتمر الأوروبي 2021–22 ضد نادي بودو/غليمت النرويجي، دخل في الدقيقة 60 وسجل هدفًا في الدقيقة 73 بتمريرة حاسمة من يوكيناري سوغاوارا (انتهت بالهزيمة 1-2). في 20 مارس 2022، دخل في الدقيقة 68 بدلاً من أسلاك فون ويتري وسجل هدفًا في الدقيقة 91 ضد نادي فيلم 2 تيلبورغ، ومنح نقطة لفريقه (انتهت بالتعادل 2-2). أنهى أبوخلال الموسم الخامس بالدوري بتسجيله أربعة أهداف وصنع واحدا في 31 مباراة. كما أنه سجل هدفين في ثماني مباريات خاضها في دوري المؤتمر الأوروبي، وهدفين في ست مباريات في كأس هولندا. في نهاية الموسم، ضمن التأهل إلى دوري المؤتمر الأوروبي للموسم المقبل، بعد الفوز في المباراة الفاصلة على فيتيسه آرنهم (النتيجة الإجمالية: الفوز بـ7-3).

#### تولوز (2022-)
في 24 يونيو 2022، تعاقد لمدة أربعة مواسم مع نادي تولوز مقابل مبلغ يقارب مليوني يورو. حمل الرقم 6 تحت قيادة المدرب فيليب مونتاني. قدم أداء مميزا في المباريات الودية التحضيرية للموسم، حيث سجل هدفا ضد ريال سوسيداد (انتهت بالفوز 1-0). وبمناسبة أول مؤتمر صحفي له، صرّح قائلا: "أسلوبي في اللعب يتناسب تمامًا مع ما كان يبحث عنه النادي. أشعر أنني بحالة جيدة هنا، إنها مدينة جميلة وقد أحبتها عائلتي أيضًا. إنه لأمر رائع أن هناك خمسة لاعبين آخرين يتحدثون الهولندية".
في 7 أغسطس 2022، لعب أول مباراة له في الدوري الفرنسي ضد نادي نيس، ودخل في الدقيقة 66 بدلاً من رافاييل راتون (انتهت بالتعادل 1-1). في 14 أغسطس 2022، بمناسبة الأداء الجيد في مباراته الثانية في الدوري الفرنسي ضد نادي تروا، اختير في تشكيلة الأسبوع المثالية من قبل صحيفة ليكيب. في 28 أغسطس 2022، سجّل هدفه الأول في الدوري الفرنسي بتمريرة حاسمة من برانكو فان دن بومان، حيث تم شارك رسميا لأول مرة في مركز الظهير الأيسر، خلال المباراة ضد نادي نانت على ملعب لا بوجوار (انتهت بالهزيمة 1-3). في 11 سبتمبر 2022، قدم الفوز لفريقه بتسجيله الهدف الوحيد في المباراة في الدقيقة 31 بتمريرة من فارس شايبي ضد ستاد ريمس (انتهت بالفوز 1-0). سمح هذا الانتصار لأبوخلال بالظهور للمرة الثانية (في أقل من شهر) في تشكيلة الأسبوع المثالية في الدوري الفرنسي. في 26 سبتمبر 2022، نشر دوري كرة القدم للمحترفين الفرنسية إحصائيات لأفضل اللاعبين في السباق السريع (Sprint) في البطولة، حيث احتل أبوخلال المركز الأول بمتوسط (28.4) في المباراة الواحدة، متقدما بفارق كبير على نيتو بورغز (22.3) وجوناثان ديفيد (21.8). في 2 أكتوبر 2022، شارك رسميا في الدوري ضد نادي مونبلييه، وسجل هدفًا في الدقيقة 24 بتمريرة من برانكو فان دن بومان، قبل أن يُقدّم تمريرة حاسمة في الهدف الرابع الذي سجله بريشت ديجاجيري (انتهت بالفوز 4-2).

### المسار الدولي

#### مع هولندا (2015-2019)
شارك زكريا أبوخلال مع الفئات السنية للمنتخب الهولندي. استدعى لأول مرة مع منتخب هولندا تحت 16 سنة من قبل المدرب إدوين بيترسن في سبتمبر 2015، وخاض مواجهة مزدوجة ضد كرواتيا تحت 16 سنة (المباراة الأولى انتهت بالتعادل 2-2، والثانية بالتعادل 1-1). في 27 أكتوبر 2015، لعب مباراة ودية ضد فرنسا تحت 16 سنة (انتهت بالهزيمة 0-1). بعد يومين، دخل المباراة ولعب مباراة ودية أخرى ضد إنجلترا تحت 16 سنة (انتهت بالتعادل 2-2). في 31 أكتوبر 2015، لعب آخر مباراة له مع هولندا تحت سن 16 عامًا ضد اليابان تحت سن 16 عامًا (انتهت بالفوز 3-0).
في سبتمبر 2016، استدعي للمرة الأولى مع هولندا تحت 17 سنة. لعب ثلاث مباريات ودية، أبرزها ضد ألمانيا تحت 17 سنة (انتهت بالهزيمة 1-2) وإسرائيل تحت 17 سنة (انتهت بالفوز 0-2) وإيطاليا تحت 17 سنة (انتهت بالفوز 4-1)، حيث سجل هدفه الدولي الأول. ثم شارك في التصفيات المؤهلة لبطولة أمم أوروبا تحت 17 سنة 2017 في 28 سبتمبر 2016 ضد الدنمارك تحت 17 سنة (انتهت بالفوز 2-0)، ثم في 30 سبتمبر 2016 ضد ليختنشتاين تحت 17 سنة (انتهت بالفوز 9-0)، والمجر تحت 17 سنة (انتهت بالفوز 4-0)، والذي سجل ضده هدفه الرسمي الأول. خلال التصفيات، كان يلعب مهاجما وارتدى الرقم 11. في فبراير 2017، كان على قائمة اللاعبين الذين تم استدعاؤهم لبطولة الغارفي الدولية تحت 17 سنة التي واجه فيها ألمانيا تحت 17 وإنجلترا تحت 17 سنة. وهكذا شارك في يورو 2017 تحت 17 تحت قيادة كيس فان وندرن، منهيا المنافسة في ربع النهائي ضد ألمانيا تحت 17 (انتهت بالهزيمة 1-2). أنهى المنافسة بعد أن سجل هدفين، أحدهما في ربع النهائي ضد ألمانيا تحت 17.
في سبتمبر 2017، تم اختياره من قبل بيرت كونترمان للمشاركة في مباريات ودية مع فريق هولندا تحت 18 سنة. في 4 سبتمبر 2017، بدأ أبوخلال المباراة ضد الدنمارك تحت 18 سنة، ولعب 90 دقيقة وسجل هدفًا (انتهت بالتعادل 1-1). في 11 نوفمبر 2017، بدأ رسميا وحمل شارة القيادة ضد أيرلندا تحت 18 سنة، وسجل هدفًا وقدم تمريرة حاسمة في انتهت بالفوز 8-0. في 13 نوفمبر 2017، سجل هدفين ضد بلجيكا تحت 18 سنة من تمرير لويس أوبيندا في بيناتار أرينا في إسبانيا (انتهت بالفوز 4-1).
في مارس 2018، تم استدعاؤه من قبل مارتن ستيكلنبيرغ لتصفيات بطولة أوروبا تحت 19 سنة لكرة القدم 2018. في 21 مارس 2018، خلال التصفيات، جاء دخل متأخرًا في المباراة ضد النرويج تحت 19 سنة وسجل هدفًا (انتهت بالفوز 6-1). في 24 و 27 مارس، واجه اسكتلندا تحت 19 سنة (انتهت بالهزيمة 0-2) وألمانيا تحت 19 سنة (انتهت بالهزيمة 1-4). خلال فترة التوقف الدولي في سبتمبر 2018، تم استدعاؤه مرة أخرى لمباراتين وديتين، ولا سيما ضد إنجلترا تحت 19 سنة (انتهت بالهزيمة 4-1)، والتي سجل ضدها الهدف الهولندي الوحيد، وضد التشيك تحت 19 سنة عامًا (انتهت بالفوز 5-1). لم يكن قد تأهل إلى يورو 2018، فقد تم استدعاؤه في مارس 2019 لتصفيات يورو 2019 تحت 19، ولعب 20 دقيقة ضد سلوفينيا تحت 19 سنة (انتهت بالفوز 2-0) وإسبانيا تحت 19 سنة (انتهت بالهزيمة 0-1).
في سبتمبر 2019، تم اختياره من قبل بيرت كونترمان مع هولندا تحت 20 سنة وشارك في بطولة دوري النخبة تحت 20 سنة (U20 Elite League) التي أقيمت في إنجلترا، والتي واجه فيها إنجلترا تحت 20 سنة (انتهت بالتعادل 0-0)، وألمانيا تحت 20 سنة (انتهت بالهزيمة 1-2)، ثم البرتغال تحت 20 سنة (انتهت بالتعادل 1-1)، وبولندا تحت 20 سنة (انتهت بالفوز 1-2)، سجل ضدهم الهدف الأول، مشاركا رفقة لاعبين مثل يورغن إيكيلينكامب وسفين بوتمان.

#### الاختيار النهائي: البدايات مع المغرب (2020-2021)

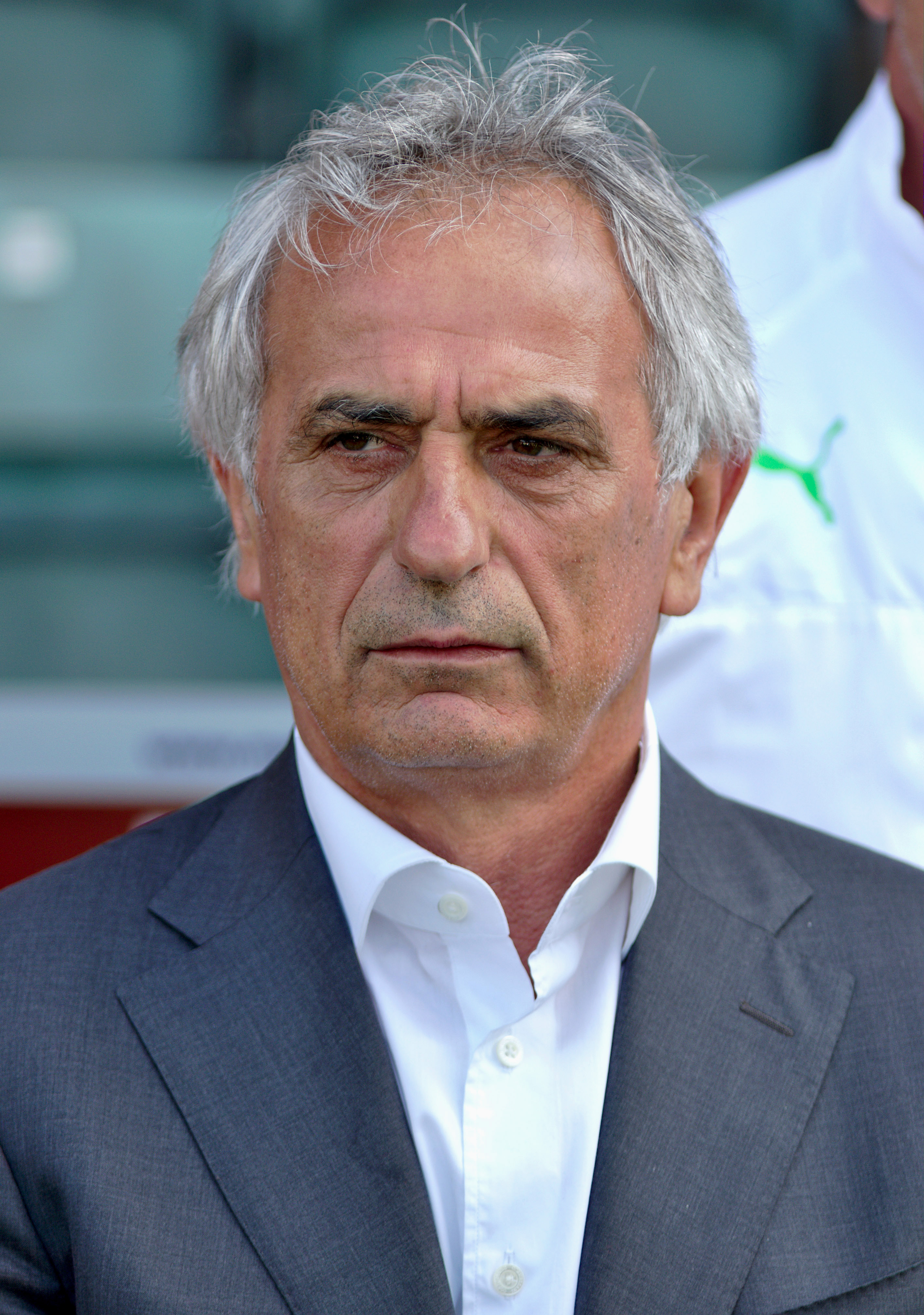
استدعى وحيد خليلهودزيتش، مدرب المغرب في 2020، زكريا أبوخلال لمباراة رسمية ضد إفريقيا الوسطى.

في أكتوبر 2020، ظهر على ثلاث قوائم مختلفة، لا سيما في قائمة الاختيارات الأولية لمنتخب هولندا تحت 21 سنة، والمنتخب الليبي، والمنتخب المغربي. في 5 نوفمبر 2020، نشر المنتخب المغربي القائمة النهائية للاعبين الذين تم استدعاؤهم، وكان زكريا أبوخلال ضمن القائمة. بعد أيام قليلة، سافر إلى الدار البيضاء لإجراء مبارتين ضد منتخب أفريقيا الوسطى. بعد أيام قليلة من استدعائه، حصل أيضًا على الضوء الأخضر من الفيفا لتغيير جنسيته الرياضية. في مقابلة مع قناة ميدي 1 تيفي المغربية، أوضح هذا الاختيار بإعلانه أن المغرب كان اختياره الأول منذ طفولته. وهو يصف هذا الاختيار بقوله: "لقد شاركت مع مختلف الفئات السنية الهولندية، لكن عندما تلقيت الاستدعاء الأول من المغرب، قمت بالرد مباشرة وأنا مستعد لتمثيل المغرب".
في 13 نوفمبر 2020، شارك في المباراة ضد إفريقيا الوسطى بعدما دخل بديلا عن أشرف حكيمي في الدقيقة 59. خلال هذه المباراة، سجل هدفه الأول في الدقيقة 63 بتمريرة من أيمن برقوق. يصف هذا الهدف بأنه لم يكن لديه الشعور نفسه أبدًا بعد أي هدف سجله في مسيرته الكروية. وقد صرّح للصحافة الهولندية أنه تعرض لتهديدات من قبل المواطنين الليبيين بعد ظهوره الرسمي لأول مرة مع المغرب. بعد جدية التعليقات الواردة، اضطر إلى إلغاء تنشيط التعليقات والرسائل الخاصة على شبكاته الاجتماعية. في 26 مارس 2021، تأهل المغرب لكأس إفريقيا للأمم 2022 بعد تعادله 0-0 مع موريتانيا. واحتل المنتخب المغربي المركز الأول في مجموعته المكونة من موريتانيا وبوروندي وأفريقيا الوسطى.
في 27 مايو 2021، بمناسبة التوقف الدولي الثاني لعام 2021 ، اختاره وحيد خليلودزيتش مرة أخرى للمنتخب المغربي للمشاركة في مباراتين وديتين ضد منتخب غانا (8 يونيو 2021) وبوركينا فاسو (12 يونيو 2021). في 12 يونيو 2021، لعب مباراته الدولية الثالثة مع المغرب، ودخل في الدقيقة 61 بدلاً من سفيان رحيمي، في مباراة ودية ضد بوركينا فاسو (انتهت بالفوز 1-0). في 2 سبتمبر 2021، كان دخوله الرسمي الأول مع المنتخب المغربي خلال مباراة ضمن تصفيات كأس العالم 2022 ضد السودان (انتهت بالفوز 2-0)، وقد استُبدِل في الدقيقة 78 بمنير الحدادي. في 5 سبتمبر 2021، بينما كان يستعد المنتخب المغربي لخوض مباراة خارج أرضه ضد غينيا، وقع انقلاب في البلد وتم تأجيل المباراة. وكان الملك محمد السادس أمر بإعادة اللاعبين بشكل عاجل إلى المغرب. وصف أبوخلال الوضع قائلاً: "سمعنا إطلاق نار طوال اليوم. لقد نفد صبرنا جميعًا للحصول على تأكيد بمغادرة البلاد. في الطريق إلى المطار، اهتزت حافلتنا من قبل حشد من الناس".

#### كأس أفريقيا، ومونديال 2022 (منذ 2021)
في 23 ديسمبر 2021، ظهر رسميًا في قائمة 28 لاعباً اختارهم وحيد خليلودزيتش لكأس أفريقيا 2022 في الكاميرون، وحمل الرقم 14. في 10 يناير 2022، عوّض عن غياب ريان ماي وأيوب الكعبي وشارك رسميا في المباراة الأولى ضد غانا (انتهت بالفوز 1-0). استبدل في الدقيقة 88 بسفيان رحيمي. في 14 يناير 2022، خلال مباراة المغرب الثانية أمام منتخب جزر القمر، شارك في الدقيقة 65 بدلًا من عمران لوزا وتسبب في ركلة جزاء في الدقيقة 82 أضاعها زميله يوسف النصيري. تمكّن من تسجيل هدف المغرب الثاني في الدقيقة 89، عبر تمريرة حاسمة من سليم أملاح (انتهت بالفوز 2-0). في 25 يناير 2022، بمناسبة دور الـ16 ضد مالاوي، دخل في الدقيقة 88 بدلا من يوسف النصيري (انتهت بالفوز 2-1). في 30 يناير 2022، أُقصي المغرب من ربع النهائي ضد مصر (انتهت بالهزيمة 1-2). خلال تلك المباراة، بدأ اللعب في الدقيقة 104 ليحل محل أيمن برقوق. وقد ثمّن أبوخلال مشاركته في كأس إفريقيا 2022 من خلال تصريحه: "لقد كان حلم اللعب في كأس إفريقيا. كان الشعور الذي ساد خلال هدفي في كأس فريقيا 2022 مختلفًا تمامًا. مع المغرب، ألعب دائمًا بقلبي من أجل جعل الشعب المغربي فخوراً".
في 17 مارس 2022، أسقطه وحيد خليلودزيتش من القائمة المستدعاة للمبارتين التأهيليتين لكأس العالم 2022 ضد الكونغو الديمقراطية، وذلك لأسباب تتعلق بالتنافسية، كما أكد ذلك المدرب البوسني خلال مؤتمر صحفي. واستطاع المغرب التأهل بفضل التعادل (1-1) في كينشاسا، والفوز بالمغرب (4-1) في الدار البيضاء.
في 25 مايو 2022، تم استدعاؤه لمباراة تحضيرية لكأس العالم 2022 ضد الولايات المتحدة بالإضافة إلى مباراتين آخرين في التصفيات المؤهلة لكأس أفريقيا 2023 ضد جنوب إفريقيا وليبيريا. في 13 يونيو، شارك في المباراة ضد ليبيريا بدلاً من يوسف النصيري في الدقيقة 66. فاز المغرب بالمباراة بنتيجة 2-0 وأصبح قريبا من التأهل لكأس إفريقيا 2023. في 12 سبتمبر 2022، تلقى استدعاء من المدرب الجديد للمغرب وليد الركراكي لمعسكر تدريبي في برشلونة وإشبيلية، لإجراء مواجهتين وديتين (تشيلي والباراغواي) استعدادا لكأس العالم 2022. في 23 سبتمبر 2022، خلال المباراة الأولى ضد تشيلي في ملعب آر سي دي إي، دخل في الدقيقة 76 عوضًا عن سفيان بوفال (انتهت بالفوز 2-0). في 27 سبتمبر 2022، خلال المباراة الثانية من فترة التوقف الدولية أمام باراغواي، دخل في الدقيقة 84 بدلاً من سفيان أمرابط في ملعب بينيتو فيامارين (انتهت بالتعادل 0-0).
في 10 نوفمبر 2022، تم إدراجه رسميًا في قائمة 26 لاعبًا اختارهم وليد الركراكي للمشاركة في مونديال قطر 2022. لم يشارك في المباراة الأولى للمغرب ضد كرواتيا بسبب الإصابة (انتهت بالتعادل 0-0). في 27 نوفمبر 2022، دخل في الدقيقة 73، وسجل الهدف المغربي الثاني في الدقيقة 92 ضد بلجيكا بفضل تمريرة حاسمة من حكيم زياش (انتهت بالفوز 2-1). وبانتصار ثان على كندا، احتل المغاربة المركز الأول في مجموعتهم بسبع نقاط وتأهلوا إلى دور الـ16 أمام إسبانيا. أمام الإسبان، لم يشارك أبو خلال في المباراة لكن زملائه تمكنوا من الوصول إلى ركلات الترجيح التي فازوا فيها (3-0). في ربع النهائي ضد البرتغال، شارك أبو خلال في الدقائق العشر الأخيرة وضيّع انفرادا أمام الحارس البرتغالي (انتهت بالفوز 1-0). وفي نصف النهائي أمام فرنسا، توقف مسار المنتخب المغربي (انتهت بالهزيمة 2-0)، وقد شارك فيها أبو خلال بلعب 23 دقيقة. في 17 ديسمبر 2022، خسر المغرب مباراة تحديد المركز الثالث (2-1) أمام كرواتيا. وبذلك أنهى المغاربة المنافسة في المركز الرابع خلف الأرجنتين وفرنسا وكرواتيا.
في 20 ديسمبر 2022، بمناسبة عودته من قطر، تمت دعوته مع زملائه إلى القصر الملكي بالرباط من قبل الملك محمد السادس والأمير الحسن الثالث ومولاي رشيد ليتم تقليده رسميًا بوسام العرش من درجة ضابط.

## أسلوب اللعب
يشغل زكريا أبوخلال مركز مهاجم. في الفئات السنية للمنتخب الهولندي، كان يتحول تدريجياً إلى جناح أيسر. يرى اللاعب نفسه حاليًا كجناح يمكنه اللعب على اليمين واليسار، مع نفس التفضيل للجانب الأيمن من أجل اللعب بالقدم الخطأ وتمركزه في المحور. يلعب بالرجل اليسرى، ويصل طوله ل(1.79 م)، ويعتبره المشجعون أحيانًا أنانيا خلال مراحل معينة من اللعب.
تلقى الدعوة الأولى من المغرب تحت قيادة وحيد خليلوديتش بفضل ملفه الشخصي الذي يمكن أن يتطور في عمق الهجوم. خلال استدعائه الأول للمنتخب، صرح المدرب في مؤتمر صحفي: "أنا سعيد حقًا باكتشاف هذا اللاعب الذي يلعب على اليمين واليسار، والذي يمكنه البدء بشكل أعمق، وهو قوي ولا يخاف التحدي. إنه لاعب يبلغ من العمر 20 عامًا ويمكنه أن يتطور في هذا المنتخب خلال السنوات العشر القادمة".
خلال مؤتمره الصحفي الأول في تولوز، قال أبوخلال إنه يستلهم من كريم بنزيمة في مركز المهاجم بفضل تمركزه وتحركاته، ومن كريستيانو رونالدو في مركز الجناح بفضل طريقته في التحول من الممر الأيمن إلى الممر الأيسر، ولاستخدامه كلا القدمين. في نادي تولوز، تحت قيادة فيليب مونتاني، تم توظيفه أيضًا كمدافع أيسر. غالبًا ما يلعب خلف المدافع الأخير للخصم، حيث تسمح له سرعته بتجاوز خصمه في المرتدات، بينما يُساعده إنهاؤه للهجمات على تسجيل الأهداف. بخصوص رقم 6 الذي يرتديه داخل النادي الفرنسي، أوضح أنه يرتدي هذا الرقم حتى يعتقد خصومه أنه بطيء، على افتراض أن اللاعب الذي يرتدي رقم 6 غالبًا ما يكون بطيئًا، كما صرح بذلك في مؤتمر صحفي بنبرة فكاهية.

## أهدافه الدولية
| ♯ | التاريخ        | الملعب                                  | الخسم                  | الهدف | النتيجة | المسابقة                        |
| - | -------------- | --------------------------------------- | ---------------------- | ----- | ------- | ------------------------------- |
| 1 | 13 نوفمبر 2020 | مركب محمد الخامس، الدار البيضاء، المغرب | جمهورية إفريقيا الوسطى | 4–1   | 4–1     | تصفيات كأس الأمم الأفريقية 2021 |
| 2 | 14 يناير 2022  | ملعب أحمدو أهيدجو، ياوندي، الكاميرون    | جزر القمر              | 2–0   | 2–0     | كأس الأمم الأفريقية 2021        |
| 3 | 27 نوفمبر 2022 | استاد الثمامة، الدوحة، قطر              | بلجيكا                 | 2–0   | 2–0     | كأس العالم 2022                 |

## حياته الشخصية

### الأعمال الخيرية
في 9 يوليو 2020، كشف في مقابلة مع إذاعة (FunX) الهولندية عن تبني طفل في المغرب. بسبب جائحة فيروس كورونا، واجه اللاعب صعوبة في اصطحاب الطفل إلى هولندا، فقرّر مساعدته مالياً عن بعد.
في 14 سبتمبر 2022، افتتح ملعبًا لكرة القدم في الدار البيضاء لأطفال جمعية "قرية الأطفال SOS دار بوعزة". خلال الافتتاح، رافقه زميله في المنتخب عز الدين أوناحي. وقال للصحافة المغربية: ""لقد غرس في والدي قيم المشاركة والتضامن، وأنا بمشاعر خاصة جدًا تجاه ظروف هؤلاء الأطفال"، وزاد:"من خلال تقديم هذا الملعب لكرة القدم لأطفال قرية الأطفال SOS دار بوعزة، آمل أن يستمتعوا بلعب كرة القدم بنفس القدر الذي استمتعت به أنا شخصيا".
```
يسمح ملعب كرة القدم للأطفال الذين تتراوح أعمارهم بين الخامسة والحادية عشرة من قرية الأطفال SOS دار بوعزة بلعب كرة القدم في ظروف مثالية وبأمان تام.
[
80
]
```

## الإنجازات
تولوز
- كأس فرنسا : 2022–23[81]

## روابط خارجية
- زكرياء أبوخلال على موقع الاتحاد الأوربي (الإنجليزية)
- زكرياء أبوخلال على موقع إي إس بي إن إف سي (الإنجليزية)
- زكرياء أبوخلال على موقع قاعدة بيانات كرة القدم.إي يو (الإنجليزية)
- زكرياء أبوخلال على موقع ليكيب (الفرنسية)
- زكرياء أبوخلال على موقع ناشيونال فوتبول تيمز (الإنجليزية)
- زكرياء أبوخلال على موقع Soccerbase.com (لاعب) (الإنجليزية)
- زكرياء أبوخلال على موقع Soccerway.com (الإنجليزية)
- زكرياء أبوخلال على موقع عالم كرة القدم.نت (الإنجليزية)
- زكرياء أبوخلال على موقع كووورة
- زكرياء أبوخلال على موقع AS.com (الإسبانية)

1. ↑  زكريا أبوخلل يروي تفاصيل اختياره للمنتخب المغربي على قناة ميدي 1 تيفي: vidéo نسخة محفوظة 2022-12-21 على موقع واي باك مشين.
2. ↑  زكريا أبوخلال يتحدث عن هدفه الأول الذي سجله مع المنتخب المغربي على قناة ميدي 1 تيفي: vidéo نسخة محفوظة 2022-12-21 على موقع واي باك مشين.
3. ↑  وصف حادث الانقلاب في غينيا الذي وقع في 5 سبتمبر 2021 في مقابلة معه على قناة نادي ألكمار: vidéo نسخة محفوظة 2022-10-08 على موقع واي باك مشين.
4. ↑  زكريا أبوخلال يصف أول مشاركة له في كأس إفريقيا، على قناة ميدي 1 تيفي: vidéo نسخة محفوظة 2022-12-21 على موقع واي باك مشين.